# 鈴木義信
鈴木 義信（すずき よしのぶ、1943年11月2日 - ）は、日本の野球選手（外野手）、野球指導者、実業家。
東芝メディカルの元社長。野球が公開競技であったソウルオリンピック野球日本代表の監督を務め、銀メダルに導いた。2004年からは日本野球連盟の副会長を務めている。

## 経歴
長生一高では、右翼手、一番打者として2年時の1960年に春季関東大会決勝に進出、桐生高を降し優勝を飾る。しかし同年の夏は東関東大会県予選準決勝で、関根知雄のいた銚子商に敗れる。翌1961年夏は県予選3回戦で本塁打を放つも、市原高に敗れ、3年間を通じて甲子園出場はならなかった。1年上のチームメートに外野手の宮原秀明がいた。
1962年に慶應義塾大学法学部に進学。野球部では1年上の渡辺泰輔、佐藤元彦ら好投手を擁し、東京六大学リーグで3度の優勝を経験している。大学同期に一塁手の広野功がいた。
1966年に東京芝浦電気に入社し、同社野球部で選手として1969年までプレーした。1972年より野球部の監督に就任し、1978年の都市対抗ではチームを初優勝に導いている。最後は6年間連続で都市対抗出場を果たし、1982年に野球部監督を勇退した。また監督業のかたわら1979年からは日本代表のコーチを務め、1984年のロサンゼルスオリンピックでは金メダル獲得に貢献した。
翌1985年からは日本代表の監督となり、1988年のソウルオリンピックの銀メダルを最後に監督業を引退した。1991年に日本野球連盟の理事に就き、2004年から副会長となっている。また全日本アマチュア野球連盟では2005年から専務理事を務めている。
東芝の社業では1986年に総合営業部長に昇進、東関東支社長などを経て2000年にグループ企業の東芝メディカル社長に就任した。その後、代表権のない取締役を経て2007年に退任している。

## 出演番組
- 堀江政生のほり×ナビ（ABCラジオ、2016年11月2日放送分「吉田義男のあの人は今 元・プロ野球選手名鑑」に電話出演）